# 展毛黄耆
展毛黄耆（学名：Astragalus tibetanus var. patentipilus）为豆科黄耆属下的一个变种。

## 扩展阅读
- 維基物種上的相關：展毛黄耆